# Country Life Acres (Misuri)
Country Life Acres es una villa ubicada en el condado de San Luis en el estado estadounidense de Misuri. En el Censo de 2010 tenía una población de 74 habitantes y una densidad poblacional de 259,74 personas por km².

## Geografía
Country Life Acres se encuentra ubicada en las coordenadas 38°37′21″N 90°27′19″O / 38.62250, -90.45528. Según la Oficina del Censo de los Estados Unidos, Country Life Acres tiene una superficie total de 0.28 km², de la cual 0.28 km² corresponden a tierra firme y (0%) 0 km² es agua.

## Demografía
Según el censo de 2010, había 74 personas residiendo en Country Life Acres. La densidad de población era de 259,74 hab./km². De los 74 habitantes, Country Life Acres estaba compuesto por el 95.95% blancos, el 0% eran afroamericanos, el 0% eran amerindios, el 4.05% eran asiáticos, el 0% eran isleños del Pacífico, el 0% eran de otras razas y el 0% pertenecían a dos o más razas. Del total de la población el 1.35% eran hispanos o latinos de cualquier raza.